# Johann Georg von Dernath
Johann Georg Graf von Dernath, auch Hans Jürgen Graf von Dernath (* 31. Dezember 1666; † 10. März 1739) war ein herzoglich gottorpischer Konferenzrat.

## Leben und Wirken
Johann Georg Graf von Dernath war ein Sohn von Gerhard von Dernath und dessen Ehefrau Christine von Ahlefeldt. Zu seinen Brüdern gehörte Gerhard von Dernath. Als Mitglied des Adelsgeschlechts von Dernath wirkte er als Landrat und Amtmann von Trittau und Reinbek. Herrensitze hatte er auf Gut Sierhagen und Oevelgönne (heute Ortsteil von Sierksdorf), das er 1696 von Christoph von Rantzau erworben hatte.
Johann Georg von Dernath heiratete Dorothea Blome (1668–1740) aus dem Haus Seedorf und Hornstorf, mit der er den Sohn Gerhard von Dernath hatte. Nach seinem Tod war die Familie schwer verschuldet und musste alle Güter verkaufen. Dorothea Blome behielt nur das Gut Seedorf. Hier richtete sie einen Meierhof ein, der nach dem Ehepaar als „Blom-nath“ bezeichnet wurde.